# 道の駅仁保の郷
道の駅仁保の郷（みちのえき にほのさと）は、山口県山口市仁保中郷井開田西にある国道376号の道の駅である。

## 施設
- 駐車場：82台
  - 普通車：77台
  - 大型車：5台
  - 身障者用：3台
- トイレ
  - 男：大 4器、小 8器
  - 女：10器
  - 身障者用：2器
- 公衆電話：2台
- レストラン
  - 「にほのさんぽ」（9:00-19:00）
  - 「たんぽぽ」（10:00-17:00）
- 喫茶店
- 売店
- 公園（子供広場、子供遊具施設）
- 郵便ポスト（山口中央郵便局）

## 休館日
- 毎週水曜日
- 年末年始

## アクセス
- 国道376号 - 登録路線
  - 山口県道26号山口鹿野線
  - 山口県道123号柿木山口線

## 周辺の名所
- KDDI山口衛星通信センター
- 仁保郵便局
- まるしょう(スーパー)